# Carpodiptera
Carpodiptera é um género de angiospérmica da família Tiliaceae.
Este género contém as seguintes espécies:
- Carpodiptera mirabilis
- Carpodiptera ophiticola